# Безбожник у станка
«Безбожник у станка» — советский антирелигиозный сатирический журнал, выпускавшийся Московским комитетом ВКП(б) с декабря 1923 по 1931 или 1932 годы.

## История
Журнал начал выходить в декабре 1923 года под названием «Безбожник», но уже через два месяца получил уточнение «у станка».
В 1924 году архиепископ Кентерберийский выступил в британской Палате лордов с протестом против распространения журнала в Англии. Он заявил, что большевики «посягают на высшее достижение человеческой культуры» — на религию. С весны 1925 года журнал был запрещён в Англии.
В 1925 году возник конфликт с газетой «Безбожник», выплеснувшийся в статьи в газете «Правда». Ответственный редактор «Безбожника у станка» Мария Костеловская написала, что антирелигиозная работа газеты «Безбожник» выросла из административной практики и что к ней привлекались люди, ранее близкие к религии. В ответ главный редактор газеты «Безбожник» Емельян Ярославский раскритиковал Костеловскую за «излишне вульгарный подход».
В 1931 или 1932 журнал был закрыт, а его сотрудники перешли в газету «Безбожник».

## Описание
Изначально журнал был ежемесячным, с 1929 года выходил два раза в месяц. Тираж журнала составлял от 20 до 70 тысяч экземпляров. Печатался на 16 страницах с цветными иллюстрациями.
Ответственный редактор — Мария Костеловская, с июля 1928 года — Иннокентий Стуков. Руководитель художественного отдела — Дмитрий Моор.
Иллюстрации рисовали, помимо Моора, Александр Дейнека, Мечислав Доброковский, Николай Купреянов, Иван Малютин, Алексей Радаков, Михаил Черемных и другие.
В качестве литераторов работали Николай Асеев, Демьян Бедный, Александр Безыменский, Пётр Замойский, Василий Лебедев-Кумач, Григорий Рыклин, Александр Серафимович, Морис Слободской и другие.

## Содержание
Журнал был рассчитан на массового рабочего читателя. Критика журнала была направлена на христианство, иудаизм, ислам, буддизм и другие религии. Он имел смешанный характер, сочетания естественно-научные и сатирические материалы.
В журнале публиковались тексты учёных и литераторов на антирелигиозные и научно-атеистические темы, а также статьи, обращающиеся к естественным наукам и направленные на формирование у читателей научной картины мира. Такие статьи создавал специальный научный отдел, примеры статей — «Откуда произошла Земля», «Как установили, сколько лет земному шару», «Строение Вселенной», «Отчего мерцают звезды?», «Как произошёл человек». Они не всегда носили абстрактный характер, например, встречались статьи, посвящённые правильному земледелию с точки зрения науки. С апреля 1926 года в журнале выходили главки из «Карманного философского словаря» философа-материалиста Поля Гольбаха.
С другой стороны, в журнале публиковались сатирические произведения различных жанров — памплеты, частушки и другие, — которые сопровождались сатирическими рисунками. Журнал был изданием, наиболее радикально настроенным по отношению к религии. Он применял в своих текстах оскорбительный тон по отношению к ней, такой как карикатуры на Иисуса и похабные стихи. Этим журнал отличался от газеты «Безбожник», которая в 1920-х годах относилась к церкви более терпимо. Например, если на иллюстрациях в «Безбожнике» высмеивали в основном верующих, сектантов и служителей, то в «Безбожнике у станка» чаще фигурировали боги и святые.

## Рубрики
Среди рубрик, встречавшихся в журнале:
- Классовая сущность религии,
- Религия и классовая борьба за границей,
- Религия на Востоке,
- В стане белых эмигрантов,
- Значение религии в СССР как тормоза материальной и духовной культуры,
- Реакционная роль религии в семейном быту,
- Религия и классовая борьба при царизме,
- Религия и революция,
- Пионерская страничка,
- Методы антирелигиозной пропаганды,
- Материализм и идеализм (религия) как две классовые системы понимания природы, человека и общественной жизни,
- Политграмота безбожия,
- Церковь и контрреволюция,
- Вести с мест,
- Крестьяне и религия,
- Как работает Иегова,
- Страничка работницы,
- Страничка красноармейца,
- Вопросы и ответы

и другие.

## Галерея
- «Безбожник у станка» (1929, №15). На титульной странице — изображение рабочих, вывозящих Иисуса Христа в тачке для мусора
- «Безбожник у станка» (1929, №19). Антиалкогольный выпуск, на титульной странице — Иисус Христос, разливающий самогон
- «Безбожник у станка» (1929, №22). Боги трёх религий (иудаизма, христианства, ислама) раздавлены первым пятилетним планом
- «Безбожник у станка» (1930, ноябрь). Капиталистическая культура и её символы, указывающие на угнетение трудящихся — свастика, доллар и Библия
- «Куда приведёт такой вожатый?». СССР, начало 1930-х годов. Плакат-приложение к журналу «Безбожник у станка»